# Franz Linnig

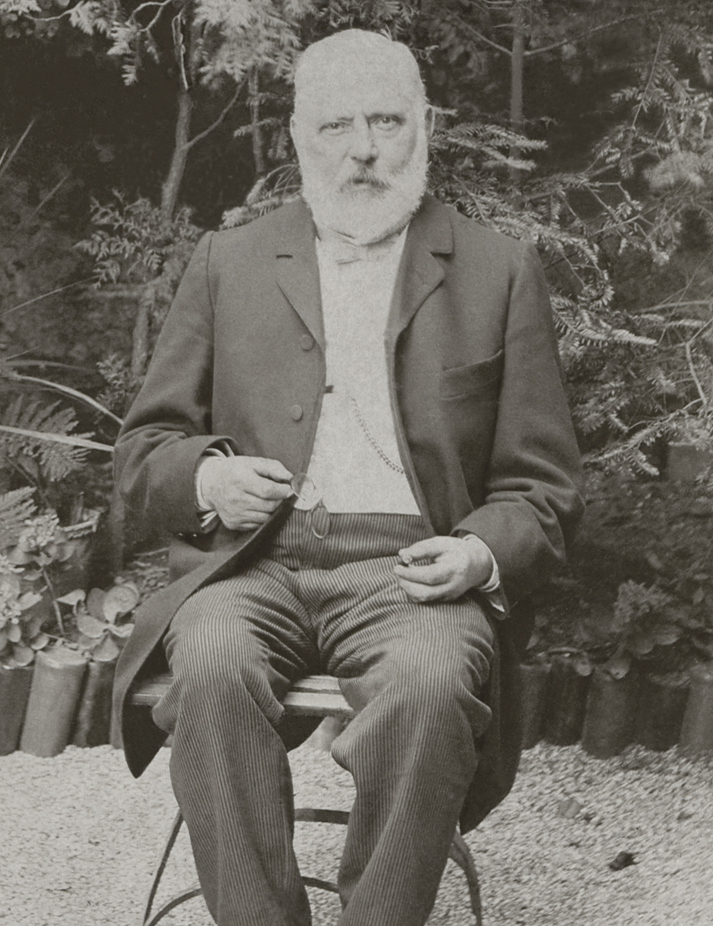
Franz Linnig

Franz Linnig (* 24. September 1832 in Aegidienberg-Himberg; † 7. August 1912 in Koblenz-Pfaffendorf) war ein deutscher Provinzialschulrat und Schulbuch-Autor.

## Leben
Nach dem Besuch der Volksschule in Aegidienberg (Siebengebirge) nahm Franz Linnig zwei Jahre lang am Unterricht des dortigen katholischen Vikars teil und wechselte im Herbst 1848 auf das Gymnasium in Bad Münstereifel, wo er im Herbst 1854 das Abitur ablegte. Danach absolvierte er ein Studium an der Universität Bonn, zunächst von 1854 bis 1856 im Fach Katholische Theologie, später dann Philologie bei Karl Simrock. 1861 legte er dort die staatliche Lehramtsprüfung ab. Nach seinem Probejahr am Marzellengymnasium in Köln war er kommissarischer Lehrer am Friedrich-Wilhelm-Gymnasium in Trier, bis er 1869 seine Festanstellung am Kaiser-Wilhelm-Gymnasium in Köln erhielt. 1873 wurde Linnig dann kommissarischer und 1874 hauptamtlicher Regierungsschulrat in Köln; 1876 wurde er zum Provinzialschulrat ernannt und nach Koblenz berufen, wo er weisungsbefugt für die katholischen Lehrerseminare und Progymnasien der gesamten damaligen Rheinprovinz war.
Während seiner Trierer Zeit veröffentlichte Linnig sein erstes Buch Walther von Aquitanien, ein Heldengedicht in 12 Gesängen. Danach folgten mehrere Schulbücher – am weitesten verbreitet war sein Deutsches Lesebuch in zwei Teilen, das u. a. an den Schulen im Regierungsbezirk Köln verbindlich eingeführt worden war.

## Schriften
- Walther von Aquitanien. Verlag Schöningh, Paderborn 1868 (5. Aufl. 1936), (Digitalisat).
- Die Rechtschreibung im Deutschen. Verlag Groppe, Trier, 1869.
- Der deutsche Aufsatz. Schöningh, Paderborn 1871 (13. Aufl. 1920).
- Germanismus und Romanismus. Schöningh, Paderborn 1872.
- Deutsches Lesebuch in 2 Teilen: 1. Teil Paderborn 1873 (16. Aufl. 1915), 2. Teil Paderborn 1876 (13. Aufl. 1914).
- Vorschule der Poetik und Literaturgeschichte. Schöningh, Paderborn 1878 (2. Aufl. 1888).
- Bilder zur Geschichte der deutschen Sprache. Schöningh, Paderborn 1881 (2. Aufl. 1895).
- Deutsche Mythen-Märchen. Schöningh, Paderborn 1883, (Digitalisat).
- Deutsche Sprachlehre. Schöningh, Paderborn 1892 (4. Aufl. 1901).